# Qarmaten
De Qarmaten (Arabisch: قرامطة) behoorden tot de isma'ilitische stroming binnen de sjiitische islam. Zij erkenden de (soennitische) Abbasidische kalief in Bagdad en het sjiitisch Kalifaat van de Fatimiden niet. Hun basis was al-Hasa in Oost-Arabië. In 899 richtten ze een religieuze-utopische socialistische staat op. De dynastie werd gesticht door Abu Sa'id al-Jannabi, een Pers uit kust van Fars, Iran. 

## Naam
De naam Qarmaten is afgeleid van de stichter van de sekte Hamdan Qarmat, die het niet eens was dat Abdullah al-Mahdi Billah, stichter van het Kalifaat van de Fatimiden, zichzelf uitriep tot mahdi.

## Plunderingen
Op basis van hun overtuiging pleegden de Qarmaten veel plunderingen.
- 924: overval op een caravan op weg naar de hadj
- 927-928: inval in Irak, thuisbasis van de Abbasiden.
- 930: Plundering van Mekka. Abu Tahir al-Jannabi, stal de Zwarte Steen en ontheiligde de Zamzam-bron met lijken.
- 971: inval van Egypte, thuisbasis van de Fatimiden.

## Einde
Door interne verdeeldheid nam hun kracht af. Uiteindelijk zullen ze onder de komst van de Seltsjoeken verdwijnen.

## Leiders
- Abu Sa'id al-Jannabi (894–914)
- Abu Tahir al-Jannabi (914–944)
- Ahmad Abu Tahir (944–970)
- Abul Kassim Sa'id (970–972)
- Abu Yaqub Yousuf (972–977)